# 北洋銀行
株式会社北洋銀行（ほくようぎんこう、英: North Pacific Bank, Ltd.）は北海道札幌市に本店を置く、第二地方銀行。東証プライム市場と、札証の上場企業。

## 概要
第二地方銀行ではあるが、現在では地方銀行である北海道銀行（道銀）をも上回る規模を有する道内最大の金融機関である。
資金量・預金量は道内銀行で最大、かつ第二地方銀行で最大の資金量でもあり、総資産では地方銀行6位である。
また、帝国データバンクが企業概要ファイル「COSMOS2」に収録されている企業146万社（特殊法人・個人事業主を含む）を対象に行った「全国メーンバンク調査」（2016年12月）によると、北洋銀行の全国シェアは三菱UFJ銀行、三井住友銀行、みずほ銀行、りそな銀行に続く全国5位（24911社）であり、道内シェアは34.79%と、2位の道銀（15.05%）を大きく引き離している。なお、全国順位及び北海道の順位は初回2009年調査時より変動はない。
金融再編の激動をくぐり抜けてきた北洋銀行は、平成以降を、「相互銀行から普通銀行への転換」を第一の創業、「拓銀（北海道拓殖銀行）の道内事業譲受」を第二の創業、そして「札銀（札幌銀行）との合併」を第三の創業と位置づけている。

### 北海道拓殖銀行の道内事業譲受
拓銀の受け皿となるまでは当該項を参照されたいが、本来大蔵省は道銀か札銀への営業譲渡を進めていた。
1997年4月1日、河谷禎昌拓銀頭取と藤田恒郎道銀頭取が両行の合併によって「新北海道銀行」を発足させる方針を発表するが、同年9月12日、両頭取は共同会見で合併の延期を発表。この合併交渉を巡る感情的もつれから、拓銀は大蔵省による道銀への営業譲渡の要請を拒否した。また札銀への営業譲渡も拓銀OBである当時の潮田隆札銀会長兼頭取と拓銀首脳陣の確執が尾を引き沙汰やみとなった。この結果、大蔵省側としては譲渡先として想定していなかった日銀出身の武井正直頭取が率いていた北洋銀が浮上。営業譲渡先と決定した。すなわち、日銀主導かつ武井頭取の「ツルの一声」で北洋銀が北海道経済を漁夫の利で得たとされる。
営業譲渡にあたって最難関となった案件は、拓銀の債権引継ぎの方途にあった。通常、経営破綻した銀行の営業を引き継ぐ受皿銀行は、正常債権のみを破綻銀行から簿価で引き取り、第2分類債権等の不良債権は預金保険機構の下部組織である整理回収銀行（現：整理回収機構）が時価で買い取っていた。北洋銀は拓銀の営業譲渡を引き受けた時点で、1995年8月に経営破綻した兵庫銀行の受皿銀行として設立されたみどり銀行が、第2分類まで引き継ぎ、程なく資産の劣化から経営が行き詰まり、阪神銀行（現：みなと銀行）に救済合併された事実に鑑み、「正常債権しか受けない。受けるか否かは北洋銀行が判断する」との約束を大蔵省と取り付けていた。しかし、北洋銀が拓銀の債権を精査した所、仮に第2分類を全く引き受けないとした場合、北海道経済に対し甚大な影響をもたらすことが判明した。そこで北洋銀は、拓銀の債権を引き継ぐ際、額面ではなく、将来の貸し倒れリスクまでを織り込む「割引現在価値法（DCF法）」という当時の新しい会計基準を適用するよう大蔵省に要請した。北洋銀と大蔵省は折衝を進めるが、時価算定の方法で見解が分かれ、交渉は暗礁に乗り上げた。またその最中には大蔵省接待汚職事件が発覚し翻弄されたほか、第2分類企業の救済案として公的な「受皿銀行」を新たに設立する構想が政府・自民党で浮上・消滅するなど、債権引き継ぎ問題は混迷を深めた。1998年7月に入り、政府は債権譲渡価格の大幅割引を認める方針を示し、さらに割引現在価値法も一部の大口債権について認めることとした。これによって同年9月、第2分類債権の帰趨はようやく決し、拓銀の道内貸し出し債権16万2600件（3兆4800億円）のうち、北洋銀が営業譲渡日に引き継いだのは15万8400件（1兆8600億円）、第2分類債権も2300件（3600億円）のうち、1800件（2500億円）を引き継いだ。
同年11月16日、拓銀からの109店を引き継ぎ、総店舗数は231店、資金量も拓銀の道内預金が加算され約4兆7千億円に達する営業譲渡が完遂された。営業譲渡によって、北洋銀は大幅に業容が拡大。拓銀破綻前はメイン先数で道内3位だったのが一気にトップに向上。さらに第二地銀の最大手の地位を得た。2006年、拓銀本店営業部であった北洋大通ビルは解体され、2010年4月新ビルである北洋大通センターが竣工。翌年1月11日には本店営業部も北洋大通センターに移転し営業を開始した。

### 札幌銀行との合併
拓銀破綻から10年経過した2008年10月14日、1999年に包括的業務提携を結び、さらに2001年には金融持株会社である「札幌北洋ホールディングス」を設立した札幌銀行と対等合併（存続金融機関は北洋銀）した。この合併は、2007年3月期から金融庁が導入した新自己資本比率（バーゼル2）によって、内部統制の厳格化などが求められ、両行の本部負担も大幅に増加したことから、予定していた両行のシステム統合の責任者であった横内龍三頭取（当時）が経営環境も踏まえ主導し、まず会長であった高向巌を説得。さらに当時の札銀頭取であった吉野次郎を交え、「強い銀行ができれば、北海道経済にもプラスとなり、今まで支えきれなかった企業も支えることができる」との認識を共有し合併を決断した。合併後北洋銀は、リテール部門の強化を打ち出し、店舗再編によって生まれた余剰人員を同部門に投入した。

## 主な指標
- 自己資本比率（国内基準）
11.2％（2011年7月27日現在）[18]
- 格付け
A （2015年（平成27年）6月23日日本格付研究所調べ[19]）

## 沿革

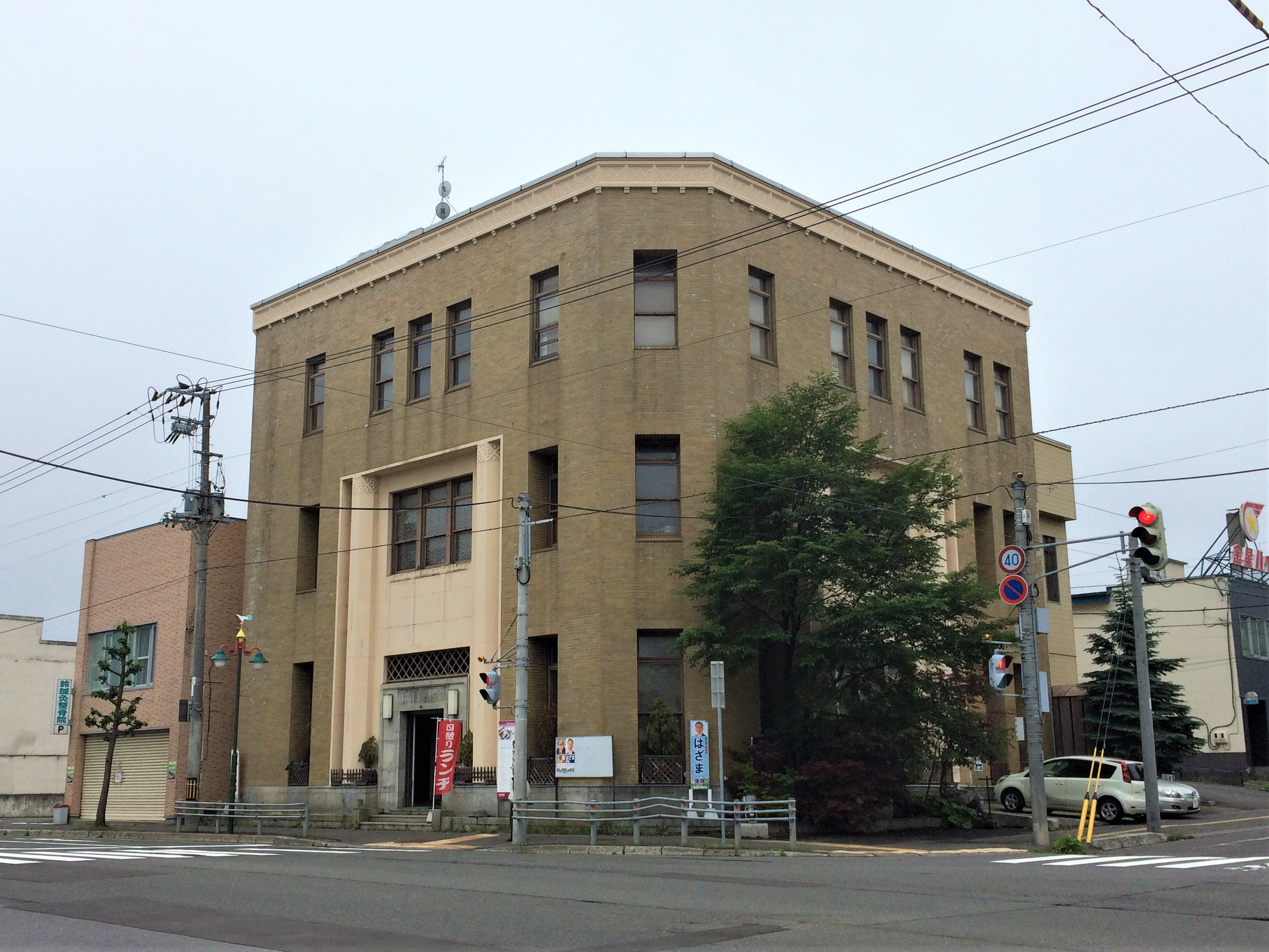
旧小樽無尽本店（2018年7月）

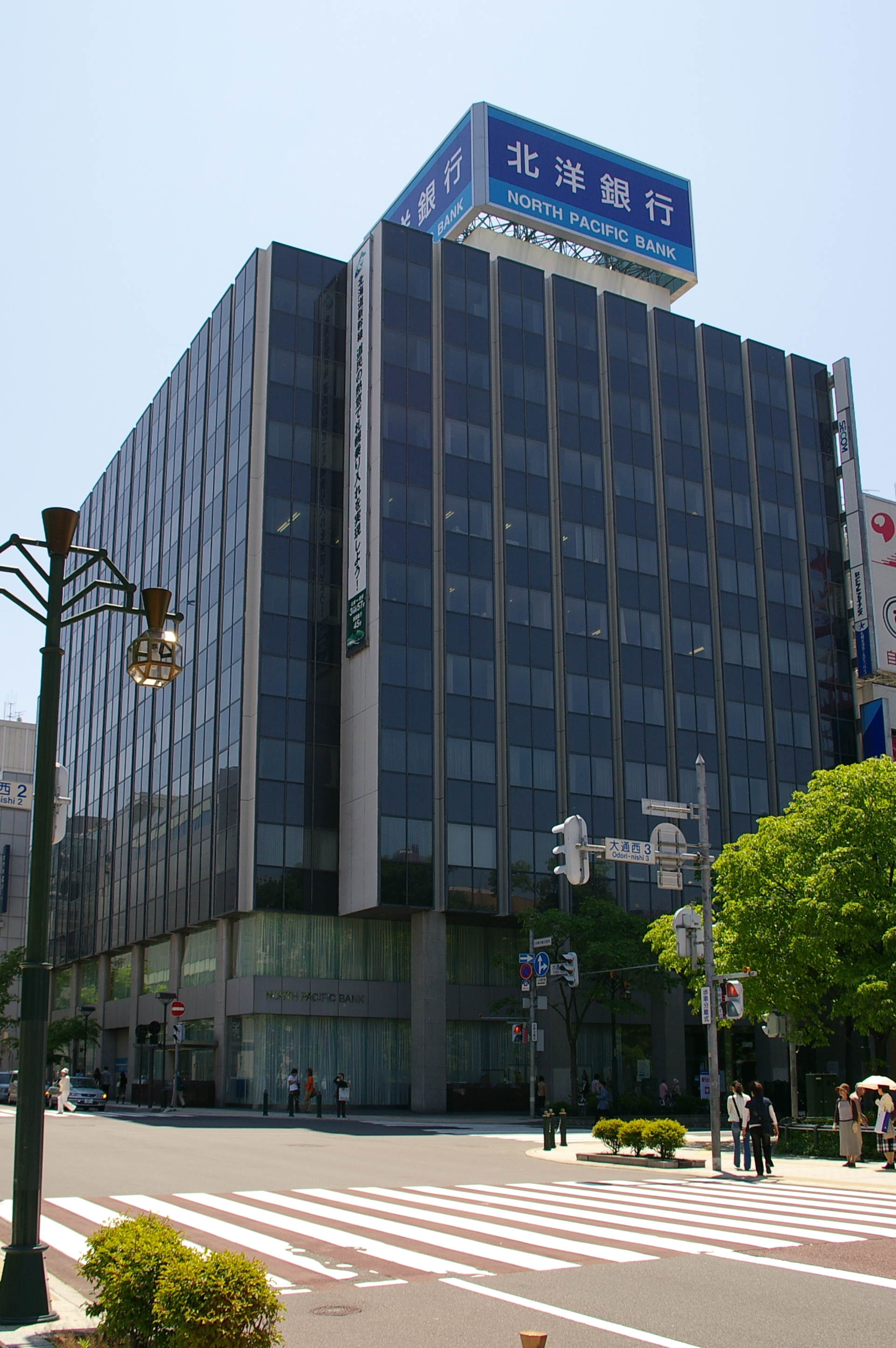
北洋銀行旧本店（2007年6月）

- 1917年（大正6年）8月 - 北海道無尽株式会社として設立[20]。
- 1918年（大正7年）1月 - 商号を小樽無尽株式会社に変更[20]。
- 1944年（昭和19年）2月 - 政府の方針により北海道の5つの無尽会社を、北洋無尽株式会社に統一[20]。
- 1945年（昭和20年） - 本店を小樽市から、札幌市に移す。
- 1950年（昭和25年）4月 - 札幌証券取引所に新規上場。
- 1951年（昭和26年）10月 - 相互銀行法制定に伴い、株式会社北洋相互銀行に改組。
- 1955年（昭和30年） - 北洋相互銀行、北海道拓殖銀行、北海道相互銀行（後の札幌銀行）、遠軽信用金庫が遠軽金融協会を設立。
- 1970年（昭和45年）6月 - 「北洋相互銀行50年史」（北洋相互銀行行史編纂室 編、583ページ）を発行。
- 1972年（昭和47年） - 芦別支店を事実上閉鎖。
- 1985年（昭和60年）10月 - 現在のロゴマークを導入。
- 1989年（平成元年）2月 - 普通銀行転換に伴い北洋銀行に商号変更[20]。
- 1998年（平成10年）11月 - 破綻した北海道拓殖銀行（旧拓銀）から全事業を譲受け、道内最大の銀行、かつ第二地方銀行の最大手となった。また、北洋銀行芦別支店が26年ぶりの再開を果たした。
- 1999年（平成11年） - 札銀と包括的業務提携することで基本合意。
- 2000年（平成12年）5月6日 - 北洋銀と拓銀の統合システムが稼働を開始。
- 2001年（平成13年）4月 - 札銀と共同で、札幌北洋ホールディングスを設立。
- 2004年（平成16年）5月14日 - アイワイバンク銀行（現：セブン銀行）と提携開始。
- 2004年（平成16年）5月24日 - イーネットと提携を開始。
- 2007年（平成19年）11月12日 - イオン銀行と提携を開始[21]。
- 2008年（平成20年）10月14日 - システム統合をもって、札銀と合併。合併の3日後には、親会社の札幌北洋HDが北洋銀行単独で自己資本比率が8.45%から7.7%に引き下げられたと発表。
- 2009年（平成21年）- 金融機能強化法の改正法施行に基づき、公的資金の注入を申請する方向で検討に入る。同年3月期の決算報告で、北洋銀行単独で自己資本比率を9.50%に修正（決算報告書より）
- 2009年（平成21年）3月 - 第1種優先株式（発行総額1000億円）を発行。
- 2009年（平成21年）12月30日 - 複合商業施設のカテプリ新さっぽろに、「午後3時までにカテプリとその中にある北洋銀行と北海道銀行を爆破する」と爆破予告があった。両支店は客全員を避難させ、ATMの終了時間を15時半頃に繰り上げたほか、両銀行の支店の営業終了時刻を17時に早めた。
- 2009年（平成21年）12月31日 - 札幌スキージャンプ台受注偽装詐欺事件の被害を受ける。
- 2010年（平成21年）5月6日 - 大通支店を北洋大通センターに移転。これに併せて、本店ビル内にある本部機構も同日から7月までにかけて、北洋大通センターに順次移設。
- 2010年（平成21年）8月11日 - 江別中央支店の元副支店長が着服をしていた事実を発表。
- 2010年（平成21年）8月12日 - 大連銀行との業務協力提携。
- 2010年（平成21年）8月24日 - TABLE FOR TWOプログラムへ参加することを発表。（実施期間は2010年8月24日から2011年3月31日までの予定。）
- 2010年（平成21年）11月5日 - 北海道立総合研究機構との連携協力協定を締結。
- 2011年（平成23年）1月11日 - 北洋大通センターに本店移転。これに伴い、大通支店が本店営業部に統合され、旧拓銀本店の口座が移管される。
- 2011年（平成23年）3月12日 - 函館中央支店、苫小牧中央支店、釧路中央支店、中島町支店が、前日の東日本大震災に関する対応を発表。
  - 北洋銀行の預金通帳、印鑑、キャッシュカードを紛失しても、上記4店舗の窓口で3月12日から13日（午前9時から午後3時まで）本人確認ができたら、最大10万円の引き出しが出来る様にしたと声明[22][23]。
- 2011年（平成23年）4月1日 - 住宅金融支援機構（フラット35）の前払い型事務手数料を1.05%に引き下げた[注 4][24]。
- 2011年（平成23年）4月22日 - cloverにSAPICAの機能を追加したclover SAPICAを発行開始[25]。
- 2011年（平成23年）8月5日 - cloverにKitacaの機能を追加した、clover Kitacaを発表[26]。
- 2012年（平成24年）6月28日 - clover Kitacaの発行を開始[26]。
- 2012年（平成24年）9月10日 - ローソン銀行と業務提携[27]。
- 2012年（平成24年）10月1日 - 親会社の札幌北洋HDを吸収合併[28]。
- 2013年（平成25年）7月 - 第1種優先株式1000億円のうち300億円を取得及び消却。
- 2014年（平成26年）1月9日 - バンコク駐在員事務所開設[29]。
- 2014年（平成26年）3月27日 - 公的資金1000億円を完済[30][31]。
- 2014年（平成26年）11月21日 - 帯広信用金庫と債権流動化に関する業務提携[32]。
- 2015年（平成27年）7月1日 - 札幌北洋カードのJCBクレジットカード会員事業を吸収[33]。
- 2015年（平成27年）8月25日 - 「TSUBASA（翼）プロジェクト」への参加表明[34][35]。
- 2017年（平成29年）7月24日 - 新聞報道により、LGBTに対する取り組みを実施していると一般公表[36]。LGBTパートナーも「配偶者」として慶弔金や介護休暇などを取得可能な人事制度に改定。
- 2018年（平成30年）10月1日 - 上光証券（現：北洋証券）を完全子会社化。
- 2020年（令和2年）3月23日 - 空知信用金庫とのATM相互無料提携を開始[37][38]。
- 2023年（令和5年）11月20日 - 留萌信用金庫とのATM相互無料提携を開始（北洋銀行・北海道銀行両行と提携を実施するのは、道内の信用金庫では留萌信用金庫が初めてである。）[39][40]。
- 2024年（令和6年）7月16日 - 北空知信用金庫とのATM相互無料提携を開始[41][42]。

## 歴代社長・頭取

### 歴代社長
| 代 | 氏名     | 期間            | 備考                   |
| -- | -------- | --------------- | ---------------------- |
|    | 武井正直 | 1982年 - 1989年 | 1989年に普通銀行に転換 |

### 歴代頭取
| 代 | 氏名     | 期間            | 備考                                          |
| -- | -------- | --------------- | --------------------------------------------- |
| 1  | 武井正直 | 1989年 - 2000年 | 北洋相互銀行社長・第二地方銀行協会会長        |
| 2  | 高向巌   | 2000年 - 2006年 | 札幌北洋HD社長・札幌商工会議所会頭            |
| 3  | 横内龍三 | 2006年 - 2012年 | 札幌北洋HD社長・第二地方銀行協会会長          |
| 4  | 石井純二 | 2012年 - 2018年 | 拓銀出身 札幌北洋HD社長・第二地方銀行協会会長 |
| 5  | 安田光春 | 2018年 -        | 初の生え抜き頭取                              |

## 営業戦略

### 預かり資産の推進
1998年（平成10年）の投資信託販売の解禁を機に、道銀と札銀は販売を開始したものの、北洋銀は当時の武井頭取の「顧客にリスクの高い商品は売らない」方針により、販売参入を見合わせていた。しかし2000年（平成12年）には方針を転換。投資信託販売を開始した。2005年（平成17年）には全店での販売を始めたが大きく出遅れた感は否めなかった。その後巻き返しをはかり攻勢。2007年（平成19年）3月期販売残高では、札銀販売分を含めれば道銀の販売残高とほぼ並ぶまでとなった 。

### 地方公共団体との取引
指定金融機関の指定状況としては、北海道と札幌市において北海道銀行や北海道信用金庫、メガバンクを抑え、本行が指定されている。都道府県及び政令指定都市において第二地方銀行が指定金融機関に指定されるのは本行が唯一である。
拓銀が経営破綻した際、41自治体のうち北洋銀発祥の地である小樽市（当時の小樽中央支店長は後に小樽市長となる中松義治であった）や拓銀の前身のひとつである第百十三国立銀行の本店所在地であった函館市を始め24自治体が本行を指名した。2008年（平成20年）に札銀と合併した際には同行を指定していた北広島市と当麻町も本行が引き継いだ。

### 大連銀行との業務協力提携
- 2010年（平成22年）
  - 8月11日、北洋銀行は大連銀行との業務協力提携の覚え書きに署名した[46]。
  - 11月24日正式に業務協力協定を締結[47]。

### 道外地銀との提携
2013年（平成25年）4月22日から個人カードを対象に青森銀行（現青森みちのく銀行）とATM相互無料開放を開始した。

### clover
「clover」は、2006年（平成18年）3月3日より発行を開始したクレジット機能付ICキャッシュカード。利用者の特典として自行ATMでの時間外手数料が無料となる（他行との共同ATMを含む他行ATM及びコンビニATMでは通常通り有料）。なお、cloverはクレジット単独型も発行可能である（家族カードはクレジット単独のみ）。カードブランドはJCB・DC VISAのいずれか。2009年4月3日より自行宛振込及び住宅ローン一部繰上げ返済手数料が無料になる「cloverプラス」を発行している。
また、以下の提携カードも発行している。これらのカードブランドはすべてJCBのみ。
- 「cloverトドック」 - コープさっぽろの組合員証と組み合わせたカード（2009年10月1日発行開始。申込受付はコープさっぽろ）。ただし、クレジット単独型のみ。
- 「clover SAPICA」 - 札幌市交通局のIC乗車カード「SAPICA」と組み合わせたカード[25][48][49][50][51]。（2011年4月22日発行開始）
- 「clover Kitaca」 - JR北海道のIC乗車カード「Kitaca」と組み合わせたカード[26]。（2012年6月28日発行開始）

ゴールドカード以外のcloverは発行初年度年会費無料である。2年目以降は年会費が発生するが、携帯電話およびPHSの利用料金（au・NTTドコモ・Y!mobileブランドを含むソフトバンク）、または電気料金（北海道電力・北海道ガス）の毎月の支払いをクレジット決済にすることで無料となる。また、前年度のクレジットカードショッピングの利用額を10万円以上とすることでも無料になる。なお、ゴールドカードには年会費無料の特典はない。

### ICキャッシュカード
2006年（平成18年）3月3日よりICキャッシュカードの発行を開始した。以降、管理ATMを順次IC対応に切り替え、翌年3月28日を以って全ATM（他行幹事の共同ATMを除く）がIC対応に切り替わった。2008年（平成20年）4月7日からは発行手数料を無料化するとともに有効期限を廃止した。ICキャッシュカードで利用は他行ATM及びコンビニATMでもICカード対応機種であれば可能となっている（未対応機種でも磁気ストライプでの利用が可能）。なお、ICキャッシュカードの発行については個人の顧客限定で普通預金・無利息型普通預金専用カードに限られ、代理人カード及びワンパックカードについては発行しない。

## 情報処理システム
北洋銀は拓銀からの営業譲渡後、両行の勘定系システム統合の検討を開始するが、当時の北洋銀の勘定系システムを開発し保守等を担っていた日立製作所からは、同社製メインフレーム上に新規に勘定系を作って、そこに両行のデータを収納する統合システム開発の提案を受けていた。この提案は理想的であったが、費用と時間がかかりすぎる所が難点であった。また拓銀の勘定系システムの開発等を担ってきた日本IBMからは拓銀の勘定系を元にしたパッケージを採用するよう提案を受けていた。
紆余曲折を経て1998年12月、拓銀のシステム規模は北洋銀の預金口座数が約200万口座であるのに対し、拓銀は約400万口座と倍のスケーラビリティを有しており、しかも、本州の顧客も含めると700万口座を処理できる仕様となっている点や、拓銀システムの業務プログラムは部品化構造となっており、サブシステムの中から必要に応じてアプリケーションを選択してシステムの構築が可能なため、変化への対応力と柔軟性が確保されていた点を考慮し、北洋銀は総合的に判断し拓銀のシステムに片寄し、システムを統合するとの決断を下した。
決定を受け翌年1月、システム統合に関する最高責任者であった高向巌副頭取（当時）は、1996年4月に三菱銀行と東京銀行との合併によって発足した東京三菱銀行（現：三菱UFJ銀行）システム部に自ら出向いて、勘定系統合を成功裏に実現させたことに関する教えを乞うた。そして、その際に得た指南をもとに自身が委員長に就任しシステム統合委員会を立ち上げた。加えて副頭取直属の組織としてシステム部を新設した。このほかスピード最優先との助言に従い、当初予定した統合システムの稼働時期を2001年1月から2000年5月に半年以上の前倒しをすることを決定した。この変更は物理的に不可能ともいえる難題であったが、拓銀系システムを修整せず北洋銀の業務を新システムに合わせることで期間を短縮することとした。これによって行内用語の変更や、従来、北洋銀通帳の磁気テープは横向き貼られていたのに対し、拓銀通帳は縦となっていたため、口座数の多い拓銀方式に統一することになり、北洋銀の既存顧客はシステム統合後、通帳の再発行が実施された。
2000年5月6日、投資額約150億円、開発工数にして約3500人・月規模、開発期間15か月を費やした北洋銀と拓銀の統合システムは稼働を開始した。なお、運用・維持については日本IBMとアウトソーシング・サービスを締結し、このうち運用に関しては、拓銀の情報システム要員を引き継いで設立された日本アイビーエム・ソリューション・サービス（本社：札幌市）が担う体制となっている。

### 基幹系システム刷新
2018年7月19日、千葉銀行と日本IBMなどが共同開発した基幹系の新システムを導入することで基本合意したと発表。2022年度にシステムの刷新予定を発表。2023年1月4日、共同システムの利用を開始した。

## 拓銀からの譲渡後の店舗整理
支店名の重複するものについてはすべて拓銀側が変更されているが、統合時の存続店舗については店舗の規模・立地条件や建物の構造や経過年数や老朽化を勘案し、
- 函館中央支店・大雪通支店のように、建物・店番号・支店名が拓銀のものでそのまま存続するケース
- 滝川支店・網走支店のように、建物は拓銀のものを使用するが店番号・支店名は北洋銀行のものに変更するケース

が多く見られる。また、従前の北洋店が場所も含めそのまま存続したケースも少なからずある（この間に従前の北洋店同士の統合もあった）。他には、統合によって空き店舗になった北洋銀行支店跡地を札銀が支店位置移転により利用するというケースもある（北洋銀行旧函館支店が旧拓銀店・函館中央支店に統合した跡地を札銀・函館支店として、また、旧札幌駅前支店が旧拓銀店・札幌駅南口支店に統合した跡地を札銀・札幌駅前支店、等）。美幌支店については店舗を取り壊して専用駐車場にし、拓銀店舗（旧・美幌中央支店跡地）を利用した。

## 事件

### リーマン・ブラザースの波紋
2008年（平成20年）10月14日に北洋、札幌の両行は合併したが、それからわずか3日で親会社の札幌北洋ホールディングスはかつてない赤字を発表した。札幌銀との合併により札幌北洋ホールディングスの連結ベースとしては自己資本比率8.2%を維持していると発表しているが、北洋銀単独としては8.45%から引き下げられ7.7%になったと発表。リーマンブラザースの株式や有価証券運用の損失が大きく響き、北洋銀行が開業してから91年の歴史で最悪の結果となった。
北洋銀行は海外に拠点の無い「国内基準行」であり、8%以上の自己資本比率規制は適用されない。その後、国からの公的資金注入で、自己資本比率を9.50に修正。（決算報告書より）

### ジャンプ台受注偽装詐欺の被害
2009年（平成21年）12月31日、スキーのジャンプ台の建設会社が、札幌市内の北洋銀とみずほ銀行、札幌信用金庫の3社から、総額約2億円の融資をだまし取っていたことが発覚した、北洋銀の歴史上、最大の被害である。

## 不祥事

### 元副支店長の着服事件
江別中央支店の元副支店長が2つの親睦団体の口座から90万円引き出した事が判明し、この副支店長は懲戒解雇処分となった。

## キャラクター
イメージキャラクターはほっくーと仲間たちである。それ以前にはサンリオとのコラボレーションキャラクターであるアヒルのダッカドゥを採用していた。

### 広告キャラクター
- 大泉洋（TEAM NACS） - 旧札幌銀行から広告キャラクター（カードローン「ARCA（アルカ）」）。
- 尾上綾華 - 合併告知CMに出演。

## 支店ギャラリー
同行の各支店等の一例（3桁の数字は店番号）。

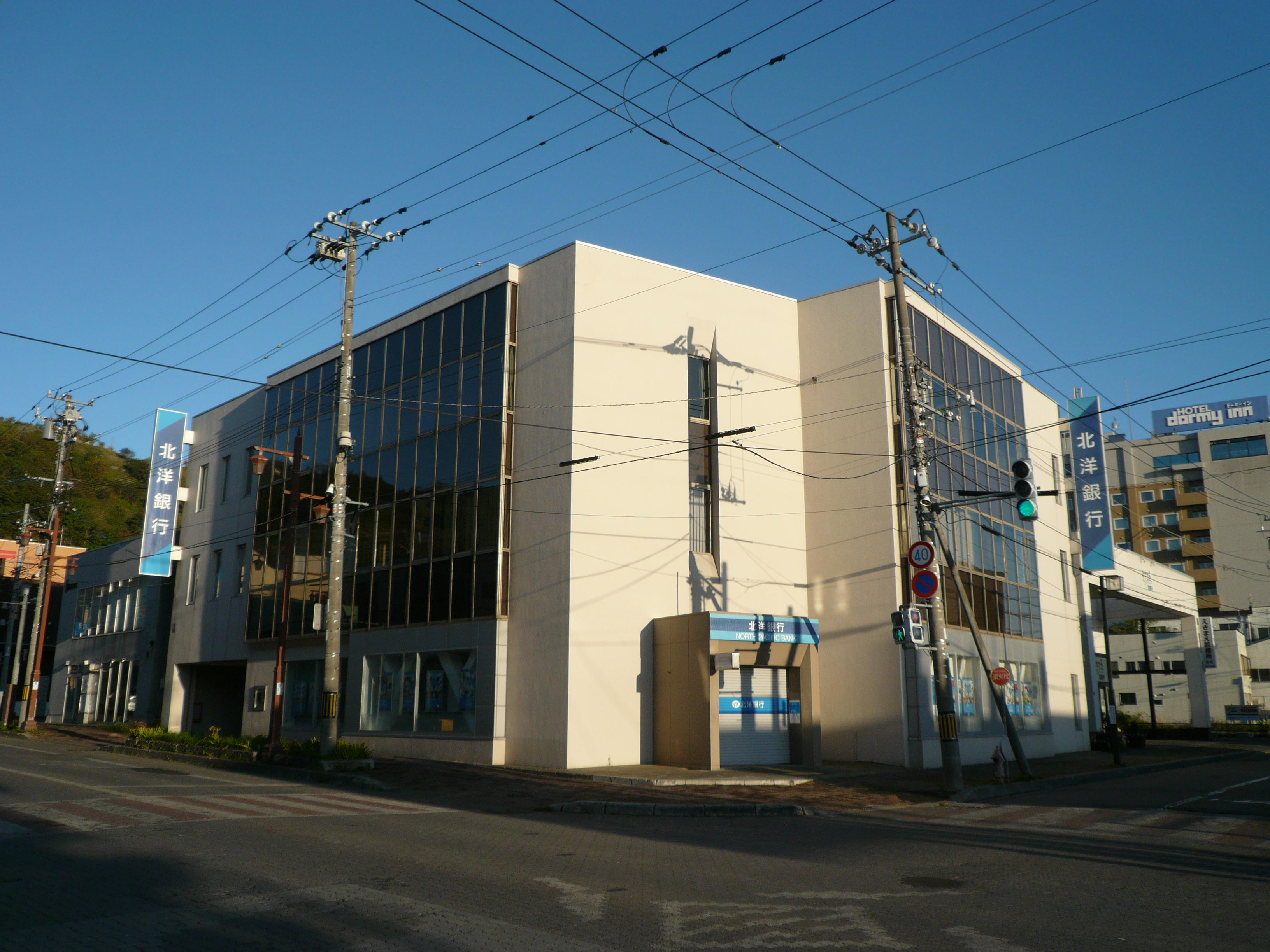
稚内支店: 096 （稚内市）
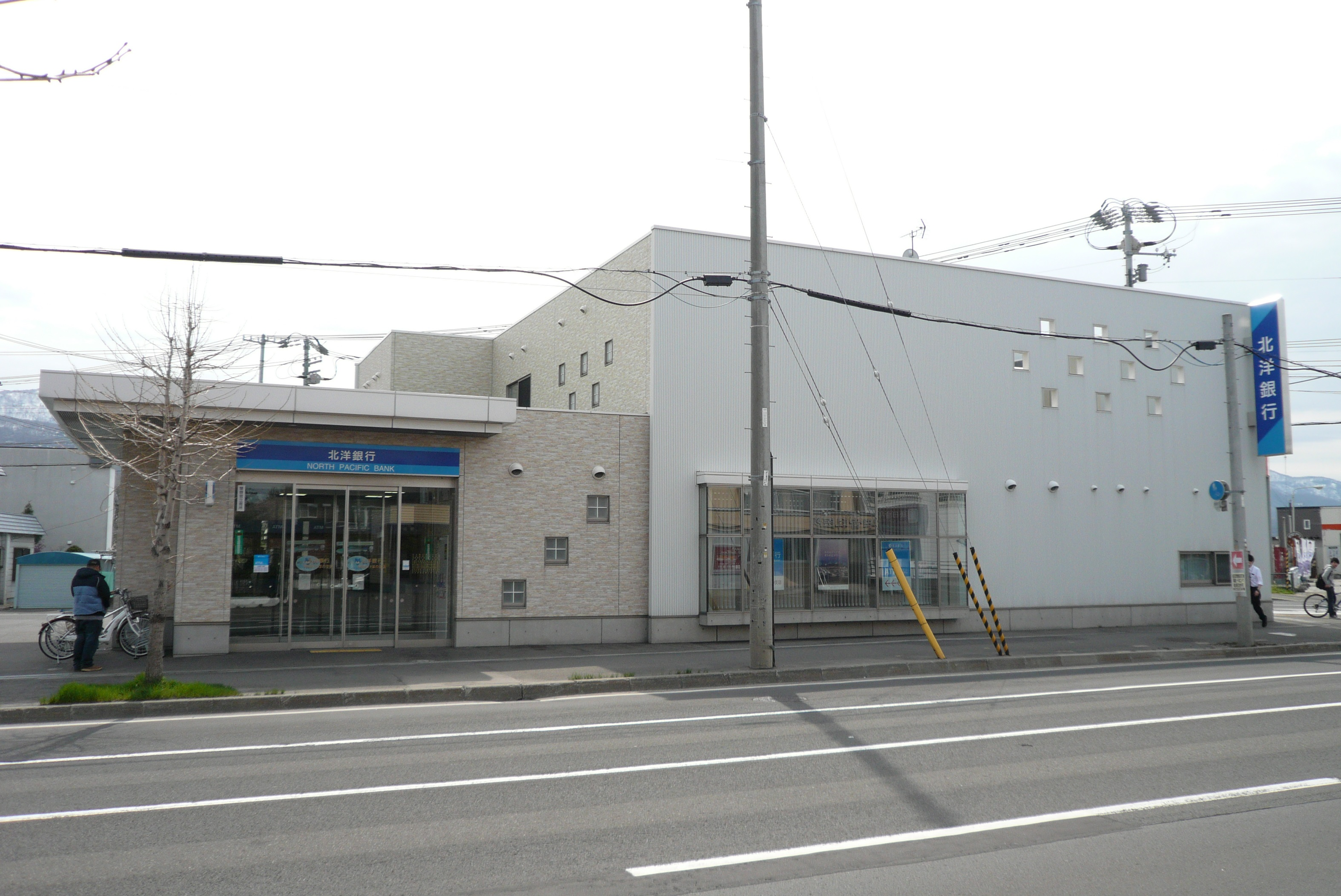
手稲あけぼの支店: 192（札幌市手稲区）
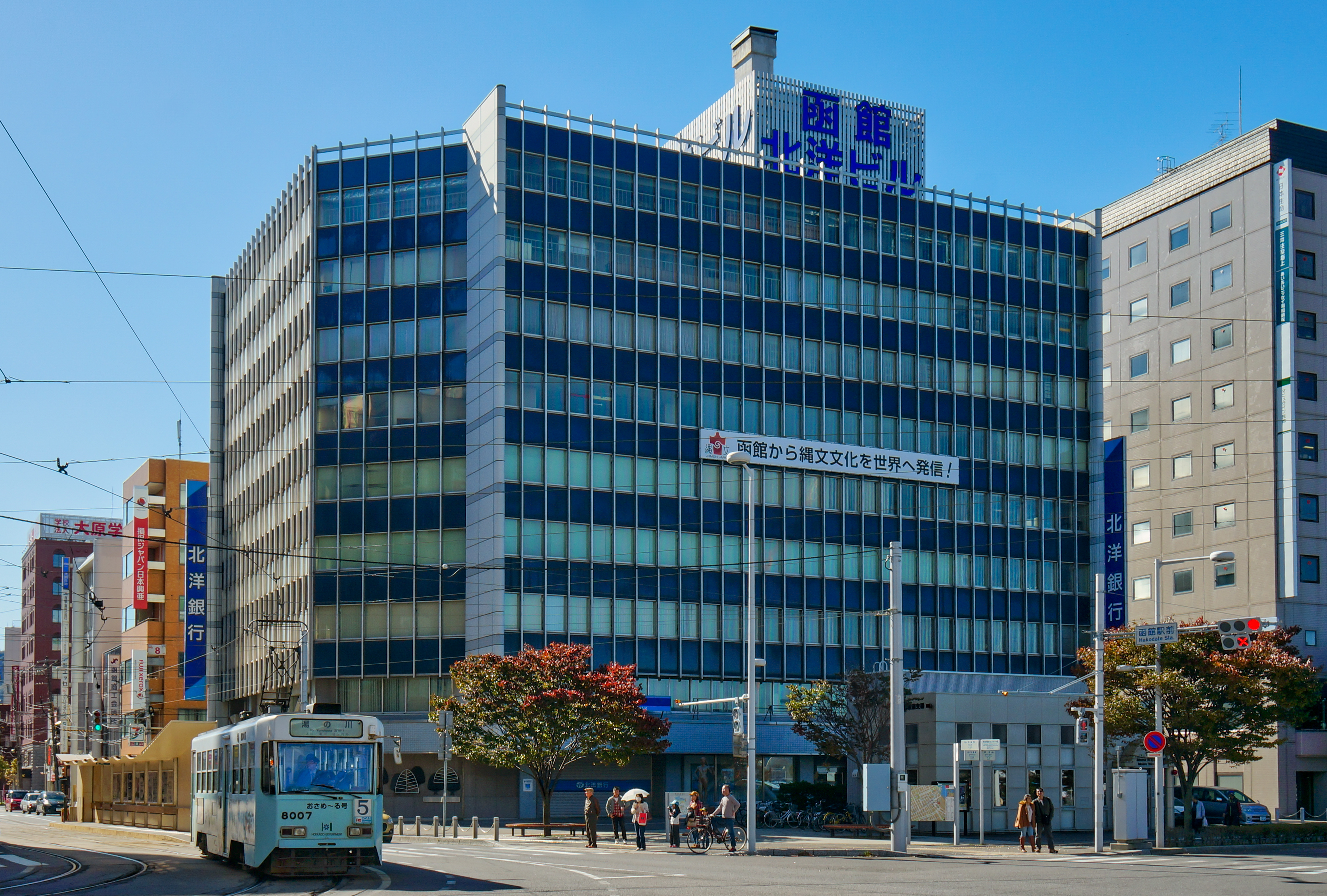
函館中央支店: 321 （函館市）
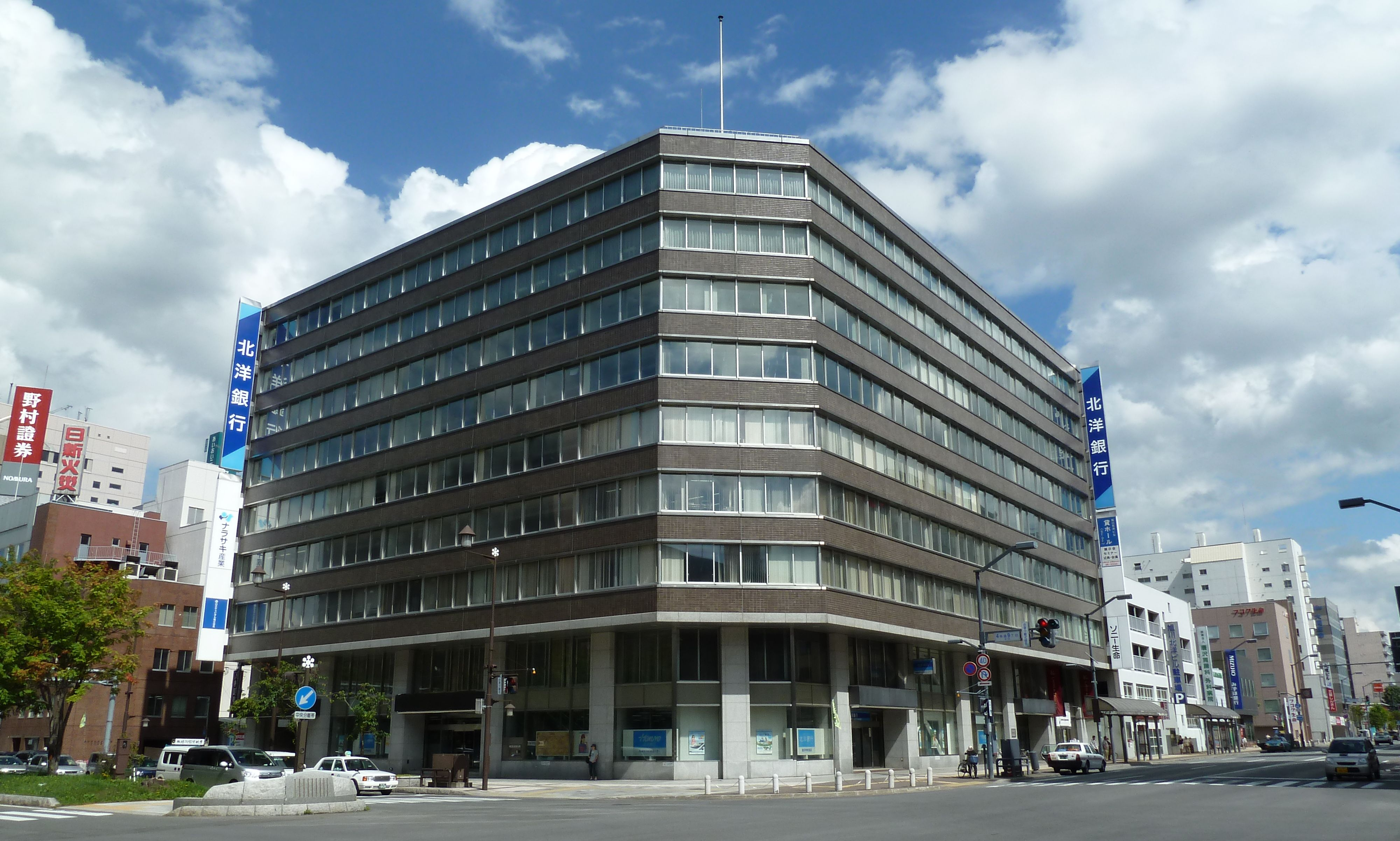
旭川中央支店: 401 （旭川市）
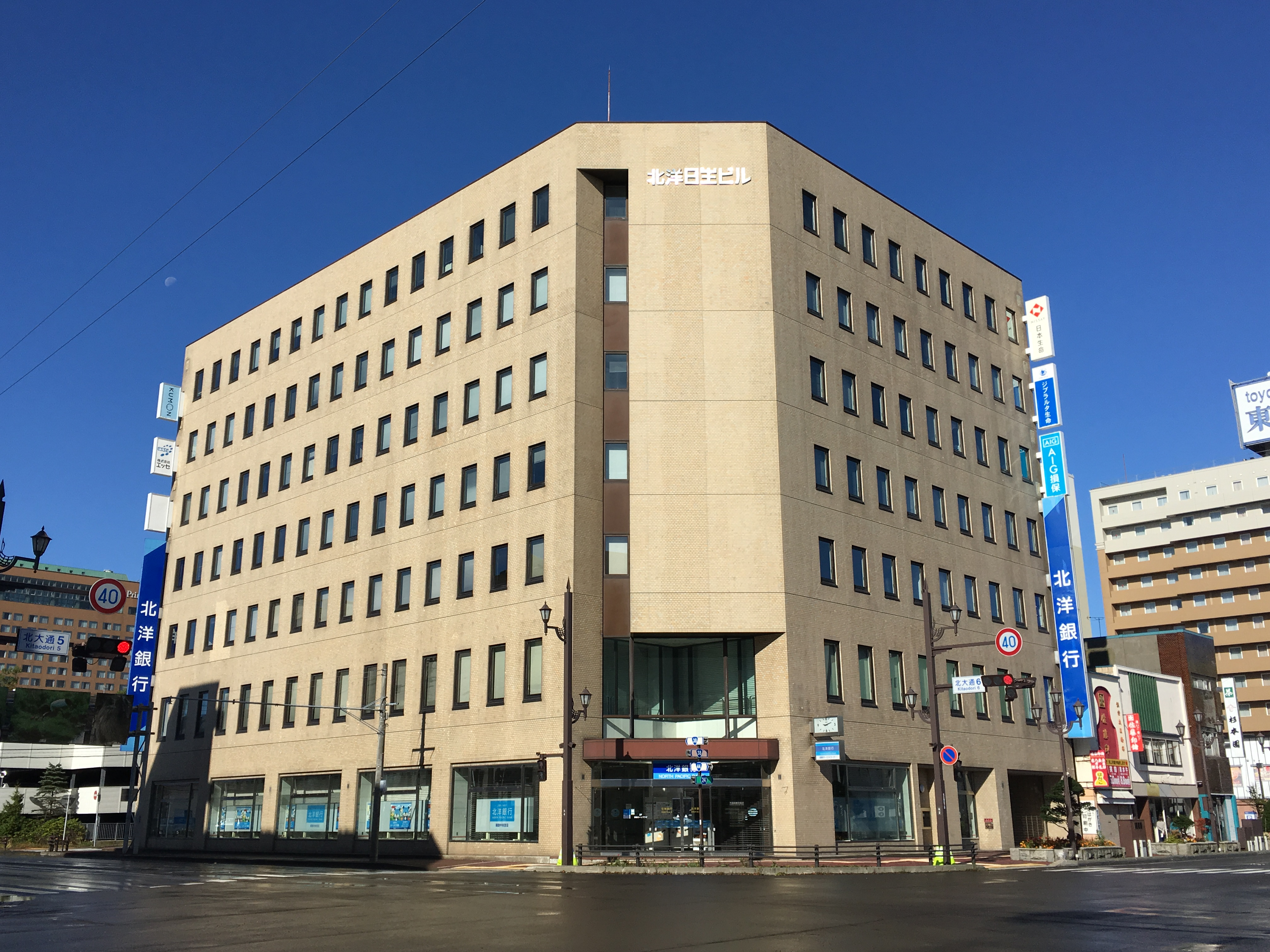
釧路中央支店: 441 （釧路市）
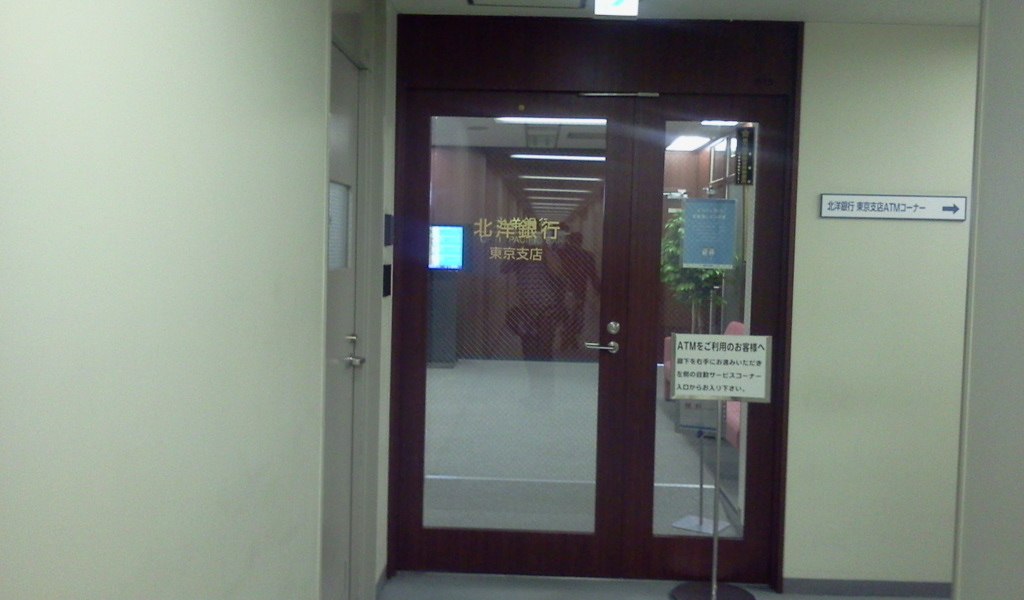
東京支店: 100（東京海上日動ビルディング新館6階）